# Gnophaela vermiculata
Gnophaela vermiculata är en fjärilsart som beskrevs av Augustus Radcliffe Grote 1864. Gnophaela vermiculata ingår i släktet Gnophaela och familjen björnspinnare. Inga underarter finns listade i Catalogue of Life.

## Bildgalleri

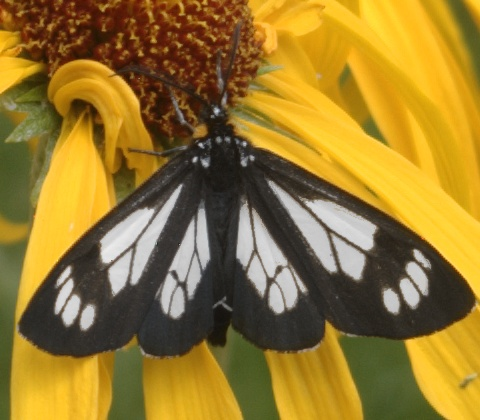